# UfaFabrik

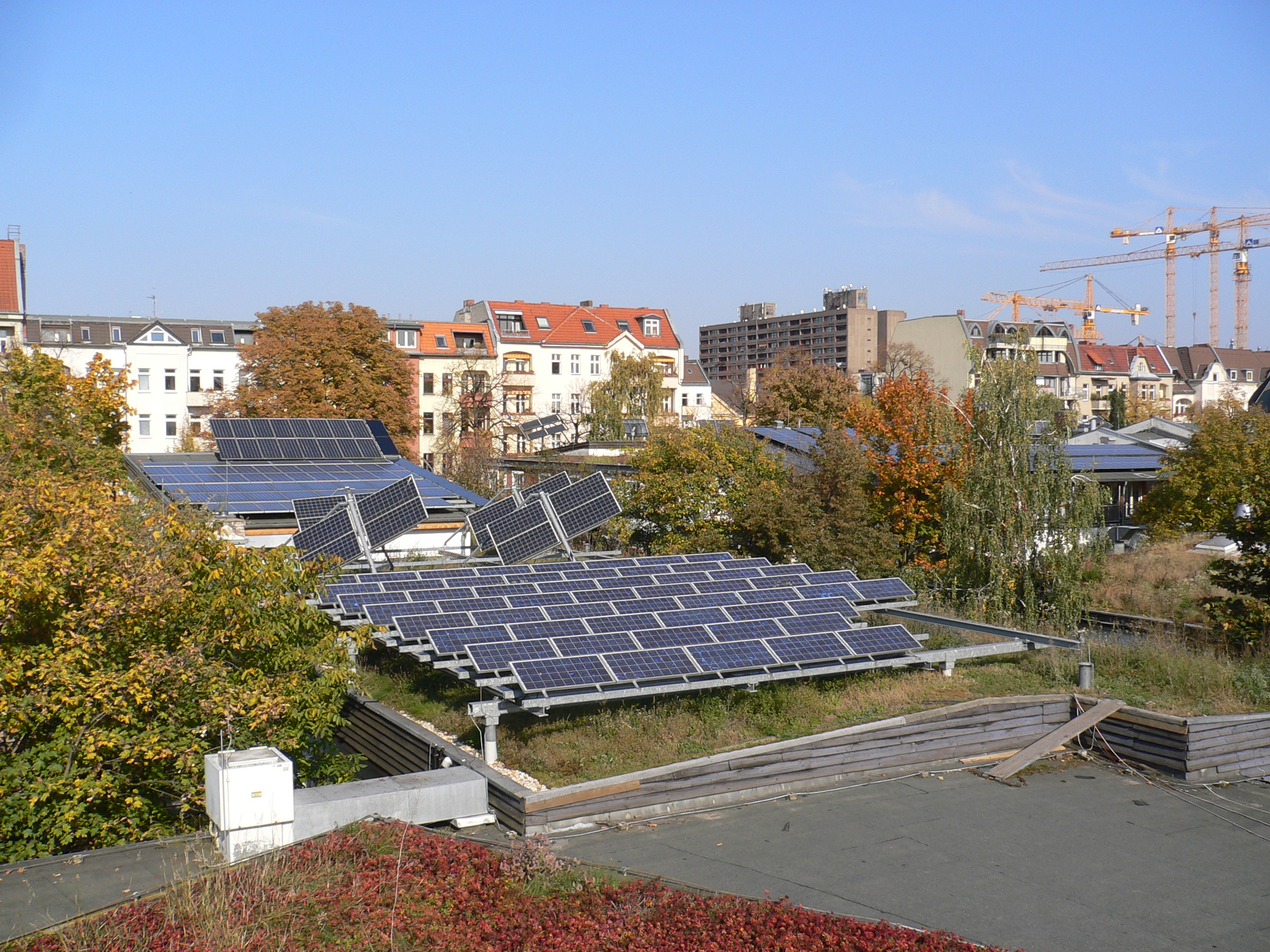
Photovoltaikanlagen und Grün auf dem Gelände der ufaFabrik

Die ufaFabrik ist ein selbstverwaltetes Kultur- und Lebensprojekt im Berliner Ortsteil Tempelhof, auf dem Gelände des ehemaligen Filmkopierwerks der Aktiengesellschaft für Filmfabrikation (AFIFA), einer UFA-Tochter. Dort lebt heute eine Gemeinschaft von etwa 40 Menschen und betreibt kulturelle und soziale Projekte sowie verschiedene Handwerke und eine Schule. Es gibt rund 200 Arbeitsplätze auf dem 18.566 m² großen Gelände.
Bekannt ist die ufaFabrik auch überregional durch regelmäßige Veranstaltungen im Kulturbereich, aber auch, weil es eines der ersten soziokulturellen Zentren ist, die versuchten, „eine neue Form der Kulturarbeit umzusetzen, um somit Alternativen zu den bestehenden Kultureinrichtungen zu schaffen.“

## Lage und Infrastruktur

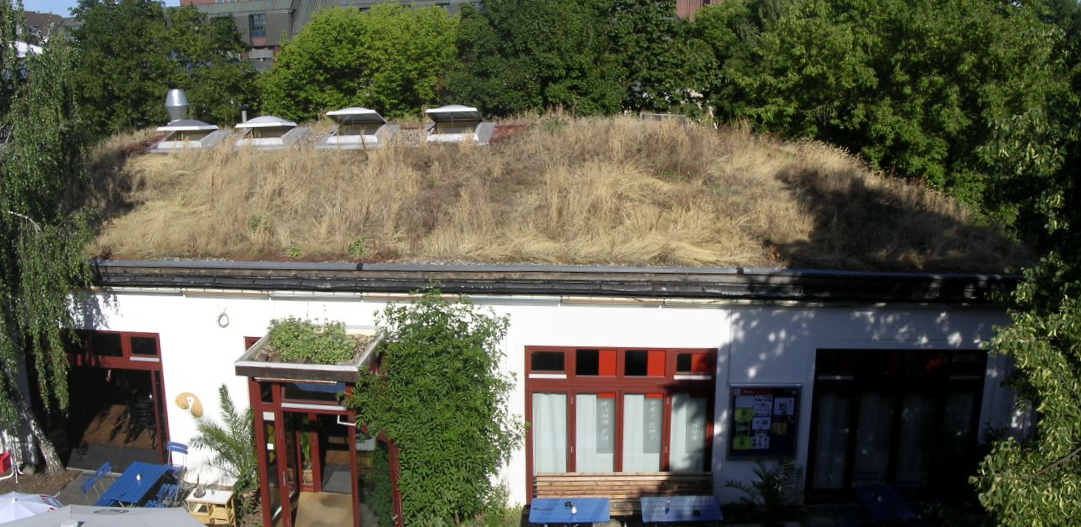
Dachbegrünung in der ufaFabrik

Das Gelände der ufaFabrik liegt am Ufer des Teltowkanals südlich der Viktoriastraße und westlich der Stubenrauchbrücke, über die der Tempelhofer Damm führt. Der U-Bahnhof Ullsteinstraße liegt ebenfalls in direkter Nähe unter dem nördlichen Teil der Stubenrauchbrücke, das Ullsteinhaus und der Tempelhofer Hafen sind östlich gelegen.
Auf dem Gelände befinden sich zahlreiche Einrichtungen: Ein Kinderbauernhof und ein Spielplatz, eine Freie Schule, ein Naturkostladen, eine Biobäckerei und -Konditorei, verschiedene Säle und Studios (Varieté, Wolfgang-Neuss-Salon, Studio 1, Tanzstudio, Theater, Kampfkunst-Dōjō), eine Freilichtbühne, das Internationale Kulturcentrum, ein Gästehaus, ein Café und eine Kinderzirkusschule. Auch das Nachbarschafts- und Selbsthilfe-Zentrum (NUSZ) ist ein Verein für lokale Aktivitäten. Dort laufen u. a. Projekte für die Einbindung von Jugendlichen aus der Umgebung, um diese von der Straße zu holen oder ihnen Hilfestellung zu geben, ebenso der Ambulante Pflegedienst in der ufaFabrik.
Die Energieversorgung erfolgt großteils dezentral mit einem Blockheizkraftwerk und einer Photovoltaikanlage mit rund 70 kW Spitzenleistung, notwendiger Strom darüber hinaus wird aus dem Stromnetz in Form von Ökostrom bezogen. Die meisten der Dächer sind begrünt.

## Geschichte

### Das Gelände
Auf dem Gelände war die AFIFA mit einem Kopierwerk angesiedelt. Sie war zunächst eigenständig, später eine Tochter der UFA, und wurde 1956 liquidiert. Im Rahmen der Verkehrsplanung des Projekts „Welthauptstadt Germania“ der Nazis sollte der dritte Ring (einer der Verkehrsringe um das Zentrum Berlins) direkt südwestlich des heutigen ufaFabrik-Geländes verlaufen. Zu dieser Planung existieren Zeichnungen des Architekten Otto Kohtz im Architekturmuseum der TU-Berlin.

### Die Kommune
Ab etwa 1972 entwickelte sich in Berlin eine Kommune, die 1976 die Fabrik für Kultur, Sport und Handwerk in zwei Fabriketagen in der Schöneberger Kurfürstenstraße bezog. Aufgrund der vielen Aktivitäten und Mitglieder wurde allerdings bald ein größeres Gelände benötigt. Ein in Kreuzberg gelegenes Areal mit den Gebäuden der Prakma-Maschinenfabrik GmbH in der Waldemarstraße 55 wurden jedoch noch während der Bemühungen, dorthin ziehen zu dürfen, abgerissen. Später wurde dann das Gelände in Tempelhof besichtigt. Man beschloss, erst das Gelände zu besetzen und danach einen Nutzungsantrag zu stellen.
So kam es am 9. Juni 1979 zur friedlichen Besetzung des Geländes durch die Kommune. Das Gelände gehörte damals der Deutschen Bundespost, die in Verhandlungen war, dem Berliner Senat das Gelände zu verkaufen. Die Besetzung wurde nicht wie bisher üblich durch eine Verbarrikadierung vollzogen, sondern das Gelände war offen und es prangte ein Transparent mit einem „Herzlich willkommen“ über dem Eingang. Nach etwa drei Wochen intensiver Öffentlichkeitsarbeit und Verhandlungen mit dem Berliner Senat wurde ein Bleiberecht erwirkt, etwa 40 Menschen wohnen seitdem dauerhaft auf dem Gelände. Nach gewalttätigen Auseinandersetzungen zwischen Polizei und Besetzern im Herbst 1980 entschied sich der damalige SPD-Innensenator Peter Ulrich für eine „Linie der Vernunft.“ Ein erster Mietvertrag wurde ausgehandelt, der zunächst auf drei Jahre befristet war; es werden regelmäßig Mieten bzw. Pacht gezahlt.
Dem folgenden CDU-Senat unter Richard von Weizsäcker diente diese Tolerierung „als Aushängeschild einer offenen Kulturpolitik.“
Von politischer Seite bestand möglicherweise zunächst die Hoffnung, dass die Besetzer aufgrund der Kälte und der defekten Heizung von selbst wieder abziehen würden, dazu kam es jedoch nicht. Bereits 1979 wurde eine erste Kraft-Wärme-Kopplungsanlage zur Energieerzeugung auf dem Gelände betrieben. Es handelte sich um einen sogenannten „Mao-Diesel“, einen umgebauten Lkw-Motor mit 30 kW elektrischer und 60 kW thermischer Leistung. Ab 1980 wurden die Dächer begrünt (bis 2003 bereits 4000 m²) und auch Fassaden bepflanzt.
Die Bewohner und Nachbarn etablierten viele sportliche und soziale Aktivitäten dauerhaft auf dem Gelände. 1981 wurde der ehemalige UFA-Kinosaal wiederhergestellt, mit neuer Technik ausgerüstet und als damals einziges Kino in Berlin-Tempelhof eröffnet. Mit Teilen der ehemaligen UFA-Filmgesellschaft kam es insbesondere für die Bezeichnung des Kinos zu Rechtsstreitigkeiten, sodass der Name des Kinos mehrfach wechselte: es hieß beispielsweise Ufer Palast oder UFO Kino oder zum Schluss richterlich angeordnet U.F.A. Palast. 1982 wurde das erste Berliner Freilichtkino eröffnet, in dem unter anderem Willy Sommerfeld Stummfilme live auf dem Klavier begleitete. 1986 eröffneten die zwei kleinen Filmstudios UFO 2 und UFO 3 in umgebauten ehemaligen Synchronstudios. 1987 wurde das Nachbarschafts- und Selbsthilfe-Zentrum (NUSZ) mit Unterstützung des Berliner Senats gegründet.
Im Kinosaal wurde 1989 der Kinobetrieb eingestellt. Umgebaut in einen Varietésalon, wird das ehemalige Kino seit 1990 für Veranstaltungen genutzt. 1994 wurde ein großes gasbetriebenes Blockheizkraftwerk mit 84 kW elektrischer und 180 kW thermischer Leistung installiert, mit dem die Heizung und Duschwasserwärmung für das gesamte Gelände betrieben werden. Auch das Regenwasser wird seitdem genutzt. Heizung- und Lüftungsbetrieb sind seit 1995 über eine rechnergesteuerte Gebäudeleittechnik gekoppelt, es wurde auch eine 1-kW-Windkraftanlage aufgestellt.
Der erste Teil der Photovoltaikanlage, geplant von der ETA, ging 1997 mit über 50 kW ans Netz, 1999 der zweite Teil, geplant und gebaut von der Solon AG, mit weiteren 20 kW, verteilt auf zwölf verschiedene Anlagen zur wissenschaftlichen Erprobung verschiedener Modultypen und Nachführungen.
Im Jahr 1999 kam es zur verstärkten Beschäftigung mit nachhaltiger Entwicklung; ab 2000 wurde zusammen mit der Technischen Universität Berlin, später auch mit dem Bezirksamt, an einem nachhaltigen Konzept für den Umbau des Tempelhofer Hafens gearbeitet; die Arbeit wurde mehrfach ausgezeichnet.

## Kultur und Veranstaltungen
Die ufaFabrik bietet das ganze Jahr über zahlreiche Möglichkeiten für Kultur und Erholung. Geboten wird ein Bühnenprogramm, das von Theater, Kabarett, Varieté, Musik, zu Kinderzirkus und Familienprogrammen reicht. Zwei restaurierte Veranstaltungssäle, multifunktionale Bühnen mit 180 bzw. 350 Plätzen, sowie die überdachte Sommerbühne im Grünen mit 500 Plätzen mit entsprechender Gastronomie stehen bereit.
Im Gästehaus stehen preiswerte Zimmer für Übernachtungen zur Verfügung.
Ein seit 1997 regelmäßig veranstaltetes Festival in der ufaFabrik ist das Jazz Meeting Berlin. Die bekannteste Veranstaltung ist der ufaFabrik Boulevard bei dem alternative Künstler und Musiker über mehrere Tage Shows und Konzerte geben.
Die Drei Tornados entstammen diesem Umfeld. Arnulf Rating wurde hier bekannt. Wolfgang Neuss feierte hier sein Comeback in den 1980er Jahren.
Zugleich erfüllt das Kulturzentrum Funktionen für den Bezirk Tempelhof. In ihrer Dissertation kommt Heike Summerer zu dem Ergebnis, dass die Eröffnung der ufaFabrik „sicherlich zur positiven Entwicklung des Stadtteils“ beitrug, da sie die kulturellen Freizeitmöglichkeiten dort „entschieden erweiterte.“ Eine „Lücke in der Kommunalpolitik wird geschlossen, was Politiker versäumten, nehmen ein paar Hundert mutige Bürger selbst in die Hand,“ meinte der Spiegel bereits im Jahr der Besetzung.